# Bryum atenense
Bryum atenense là một loài rêu trong họ Bryaceae. Loài này được R.S. Williams mô tả khoa học đầu tiên năm 1909.